# 雨蟋属
雨蟋属（学名：Pluviam）是蟋蟀科下的一个属。因采集到的第一个物种广西雨蟋的雄性体色与雨天天空颜色相似，且又在雨天采集到，故新属命名为雨蟋属。

## 下属物种
本属包括以下物种：
- 广西雨蟋 Pluviam guangxiensis He, Ma & Zhang, 2021[2]